# Arnold Gamél
Arnold Louis Henri Gamél (født 20. oktober 1848 i København, død 7. december 1912 sammesteds) var en dansk læge og grosserer.
Arnold Gamél var søn af grosserer Antoine Gamél og Maria Dijmphna, født Ververs. Hans far var ejer af den største kaffeforretning i Norden, A. C. Gamél.
Arnold Gamél blev student fra Metropolitanskolen i 1867 og tog efterfølgende medicinsk eksamen i 1875. Fra 1876 til 1879 virkede han som læge i København, men blev efter sin fars død medindehaver af familievirksomheden med sin bror grosserer Augustin Gamél, som imidlertid udfyldte den ledende plads i ledelsen. Virksomheden udviklede sig hastigt i disse år, og Arnold Gaméls formue voksede med tiden betydeligt. Han trak sig tilbage fra forretningslivet i 1906 som en rig mand og døde nogle år senere den 7. december 1912 i sit store hjem i Amaliegade. Han ejede desuden en sommervilla, Strandbrinken, i Taarbæk. Han deltog flittigt i det offentlige liv og besad adskillige bestyrelsesposter både inden for medicin og handel og var desuden udnævnt etatsråd.   
Arnold Gamél giftede sig første gang i 1878 med Sophie Juliane Charlotte, født Herforth, datter af overretsprokurator Christian Herforth, anden gang i 1893 med Harriet Camilla, født Owen, datter af grosserer Frederick Owen. Hans første to hustruer døde i en ung alder. I 1909 giftede han sig for tredje og sidste gang med Ingeborg, født Holm, datter af grosserer Christian Holm.